# Žarko Jovanović
Žarko Jovanović, szerbül: Жарко Јовановић (Belgrád, Batajnica, 1925. december 26. – Párizs, Franciaország, 1985. március 26.) szerbiai cigány zenész, zeneszerző.

## Életútja
1925. december 26-án született Batajnicában, Belgrád egyik külvárosában. A második világháború alatt elhurcolták és három koncentrációs táborban is raboskodott. Később csatlakozott a jugoszláv partizánokhoz. A háborúban elvesztette családja nagy részét. 1964-ben Párizsba költözött. Cigány aktivistaként két Roma Világkongresszuson vett részt: az 1971-ben Londonban és az 1978-ban Genfben megtartott kongresszuson.
1971-ben az első kongresszusra dolgozott fel egy az 1930-as évek óta ismert balkáni cigány népdalt, amit a kongresszus dalának szánt. A Gyelem, gyelem (Mentem, mentem) című dalt végül a találkozón a cigányság hivatalos himnuszának fogadták el. Az 1978-as, második cigány kongresszuson cigány kulturális miniszternek nevezték ki.
1985. március 26-án 59 éves korában Párizsban hunyt el.